# 博大乡
博大乡，是中华人民共和国四川省凉山彝族自治州盐源县曾经下辖的一个乡。2020年6月，撤销博大乡，原博大乡几波村、马道子村、甘生村、砖楼村、西沟村所属行政区域为盐塘镇的行政区域，将原博大乡红岩子村所属行政区域划归梅雨镇管辖。

## 行政区划
博大乡撤销前下辖以下地区：
几坡村、马道子村、甘生村、西沟村、砖楼村和红岩子村。